# Learnalilgivinanlovin
Learnalilgivinalovin is een nummer van de Belgische zanger Gotye uit 2006, opnieuw uitgebracht in 2008. Het is de eerste single van zijn debuutalbum Like Drawing Blood.
Toen het soulnummer in 2006 werd uitgebracht, deed het niets in de hitlijsten. Toen Gotye in 2008 zijn album Like Drawing Blood uitgebracht, werd Learnalilgivinalovin opnieuw uitgebracht als single. Dit keer werd het nummer wel een bescheiden succes; het werd een klein hitje in het Nederlandse taalgebied. In Vlaanderen bereikte het nummer de 10e positie in de Tipparade, terwijl het in Nederland succesvoller was met een 2e positie in de Tipparade.